# Péter Völgyi
Péter Völgyi es un deportista húngaro que compitió en piragüismo en la modalidad de aguas tranquilas. Ganó cuatro medallas en el Campeonato Mundial de Piragüismo entre los años 1970 y 1974.

## Palmarés internacional
| Campeonato Mundial | Campeonato Mundial        | Campeonato Mundial | Campeonato Mundial |
| Año                | Lugar                     | Medalla            | Evento             |
| ------------------ | ------------------------- | ------------------ | ------------------ |
| 1970               | Copenhague (Dinamarca)    | Medalla de bronce  | K1 10 000 m        |
| 1971               | Belgrado (Yugoslavia)     | Medalla de plata   | K1 10 000 m        |
| 1973               | Tampere (Finlandia)       | Medalla de plata   | K1 10 000 m        |
| 1974               | Ciudad de México (México) | Medalla de bronce  | K1 10 000 m        |